# فرانكو دافين
فرانكو دافين (بالإسبانية: Franco Davín) مواليد 11 يناير 1970 في الأرجنتين، هو لاعب كرة مضرب أرجنتيني سابق كان يلعب باليد اليسرى بدأ مسيرته كمحترف عام 1987، اعتزال اللعب في 1997.

## روابط خارجية
- فرانكو دافين على موقع رابطة محترفي التنس (الإنجليزية)
- فرانكو دافين على موقع الاتحاد الدولي لكرة المضرب (الإنجليزية)
- فرانكو دافين على موقع كأس ديفيز (الإنجليزية)
- فرانكو دافين على موقع خلاصة التنس.كوم (الإنجليزية)